# Pilar Careaga
María del Pilar Careaga Basabe (Madrid, 26 de octubre de 1908-Madrid, 10 de junio de 1993) fue una política española, alcaldesa de Bilbao durante el franquismo y la primera ingeniera titulada de España.

## Biografía
Nacida en Madrid, pertenecía a una familia de la burguesía financiera e industrial de Neguri. Era hija del diplomático vizcaíno Pedro González de Careaga y Quintana, conde de Cadagua, y de Concepción Basabe y Zubiría. Con sólo trece años ya dijo a su padre que quería ser ingeniera industrial y en 1929 consiguió ser la primera mujer española en obtener título de ingeniería industrial en la Escuela Especial de Ingenieros Industriales de Madrid, actual Escuela Técnica Superior de Ingenieros Industriales (Universidad Politécnica de Madrid), así como la primera mujer que condujo un ferrocarril. También obtuvo el título de patrón de embarcaciones de recreo.
Durante la Segunda República Española militó en Renovación Española, el partido monárquico liderado por Antonio Goicoechea, junto a José Félix de Lequerica Erquiza, José María de Areilza, Ramiro de Maeztu y José Calvo Sotelo, e impulsó la revista Acción Española, inspirada, en parte, en las ideas de Charles Maurras y del tradicionalismo español. Fue candidata de Renovación Española por Vizcaya a las elecciones generales de España de 1933, donde obtuvo el 14% de los votos, sin llegar a lograr el escaño.
Al inicio de la guerra civil española se encontraba en Bilbao, donde fue encarcelada en la prisión de Larrinaga por las autoridades republicanas. El 11 de septiembre de 1936 fue intercambiada junto con 150 presos franquistas a cambio de los niños de una colonia escolar bilbaína en Laguardia (La Rioja Alavesa). Marchó a Valladolid y desde allí al frente de Madrid, donde fue delegada de Asistencia al Frente y Hospitales de la FET de las JONS y organizó la asistencia a heridos franquistas. Al acabar la guerra fue condecorada por las autoridades franquistas y se estableció en Bilbao, donde se dedicó a las tareas de asistencia y beneficencia siendo vicepresidenta de la Junta de Protección de Menores y vicepresidenta (1958), responsable de la Junta Pro-Templos Parroquiales (1959) y vicepresidenta (1965) de la Junta Provincial de Beneficencia.
El 23 de octubre de 1943 se casó con el ingeniero Enrique Lequerica Erquiza (1892-1987), hermano del alcalde de Bilbao José Félix Lequerica, con quien vivió en el palacio de Neguri Eguzkialde desde 1957. En 1959 fue miembro de la Real Sociedad Bascongada de Amigos del País. En 1964 dio el salto a la política siendo nombrada consejera del Consejo Provincial del Movimiento Nacional, siendo la primera diputada provincial de Vizcaya (1964-1969), presidiendo la Comisión de Beneficencia y Obra Social, desde donde impulsó los centros siquiátricos provinciales, el Instituto de Maternología y Puericultura y el Sanatorio Marino de Górliz.
El 7 de julio de 1969 sustituyó a Javier Ybarra Bergé como alcalde de Bilbao, siendo la primera mujer en ocupar la alcaldía de una capital de provincia durante la dictadura franquista. En 1970 también fue escogida como procuradora en Cortes y, el 28 de octubre de este año, se le impuso la gran cruz de la Orden de Cisneros, concedida el 18 de julio por el régimen. Durante su mandato se enfrentó a la insuficiencia de infraestructuras de tráfico y comunicaciones, el Valle de Asúa, la descongestión de la margen izquierda, etc, agravada por la falta de recursos económicos municipales. También condecoró en nombre de la villa de Bilbao a todos los que habían sufrido atentados de ETA, incluido el almirante Luis Carrero Blanco. 
Dimitió como alcaldesa el 7 de julio de 1975 al cumplir los seis años de gestión y abandonó la política activa, si bien siguió dando apoyo a organizaciones de extrema derecha y participó en la fundación de Fuerza Nueva. 
El balance final de su alcaldía se consideró pobre, siendo en la última etapa muy criticada sin que se dudara de su gran capacidad de trabajo. Aunque realizó algunas obras importantes para la ciudad, su gran agujero fue la gestión en los barrios lo que dio lugar a fuertes críticas de las asociaciones vecinales y en un Madrid en el que los aires renovadores soplaban cada vez más fuertes, su fidelidad al franquismo incomodaba. Todo ello se sumó al malestar que terminó generando con sus constantes solicitudes de inversiones estatales.
El 25 de marzo de 1979 sufrió un atentado de ETA en Guecho, que la hirió gravemente en el pulmón y aunque se recuperó, le quedaron secuelas. Se instaló entonces en Madrid. 
En 1993, falleció en una clínica de esta ciudad debido a complicaciones hepáticas.